# نونو لوبيز
نونو لوبيز (بالإنجليزية: José López Muñoz)‏ هو سياسي أمريكي، ولد في 11 نوفمبر 1951. حزبياً، نشط في الحزب التقدمي الجديد.